# Deuteronomos concolor
Deuteronomos concolor là một loài bướm đêm trong họ Geometridae.